# Janusz Żmijewski
Janusz Żmijewski (* 4. března 1943, Radzymin) je bývalý polský fotbalista, útočník.

## Fotbalová kariéra
V polské nejvyšší soutěži hrál za Legii Warszawa, se kterou získal dvakrát mistrovský titul a dvakrát polský fotbalový pohár. Dále hrál v polské nejvyšší soutěži za Ruch Chorzów a v nižších polských soutěžích za týmy Avia Świdnik, Polonia Warszawa, Pogoń Siedlce a Elektronik Piaseczno. Od roku 1978 hrál v Kanadě za tým Toronto Falcons. V Poháru mistrů evropských zemí nastoupil ve 12 utkáních a dal 3 góly, v Poháru vítězů pohárů nastoupil v 9 utkáních a dal 3 góly a ve Veletržním poháru nastoupil v 6 utkáních a dal 2 góly. Za reprezentaci Polska nastoupil v letech 1965-1969 v 15 utkáních a dal 7 gólů.

## Ligová bilance
| Ročník                   | Zápasy | Góly | Klub               |
| ------------------------ | ------ | ---- | ------------------ |
| Ekstraklasa 1960         | -      | -    | Legia Warszawa     |
| Ekstraklasa 1961         | -      | -    | Legia Warszawa     |
| Ekstraklasa 1962/1963    | 32     | 5    | Legia Warszawa     |
| Ekstraklasa 1963/1964    | 26     | 10   | Legia Warszawa     |
| Ekstraklasa 1964/1965    | 26     | 11   | Legia Warszawa     |
| Ekstraklasa 1965/1966    | 25     | 2    | Legia Warszawa     |
| Ekstraklasa 1966/1967    | 23     | 4    | Legia Warszawa     |
| Ekstraklasa 1967/1968    | 26     | 8    | Legia Warszawa     |
| Ekstraklasa 1968/1969    | 21     | 8    | Legia Warszawa     |
| Ekstraklasa 1969/1970    | 26     | 2    | Legia Warszawa     |
| Ekstraklasa 1970/1971    | 18     | 5    | Legia Warszawa     |
| Ekstraklasa 1972/1973    | 9      | 0    | Ruch Chorzów       |
| 2. polská liga 1973/1974 | -      | -    | Avia Świdnik       |
| 2. polská liga 1974/1975 | -      | -    | Avia Świdnik       |
| 2. polská liga 1975/1976 | 15     | 1    | Polonia Warszawa   |
| 2. polská liga 1976/1977 | 15     | 1    | Polonia Warszawa   |
| Ekstraklasa 1974/1975    | 23     | 0    | Zagłębie Sosnowiec |
| CELKEM 1. polská liga    | 187    | 0    |                    |